# Caserma Ederle

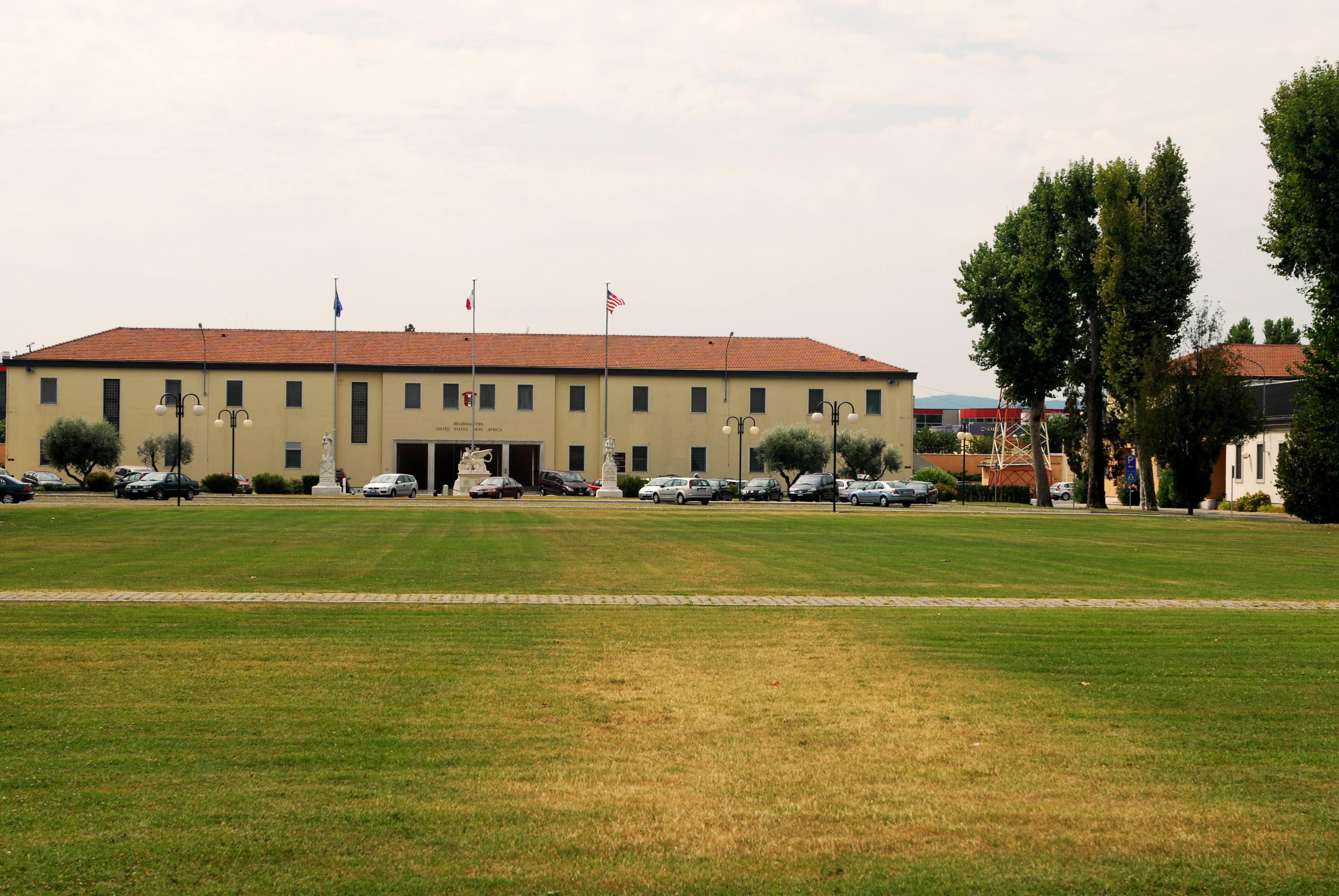
Caserma Ederle, Vicenza

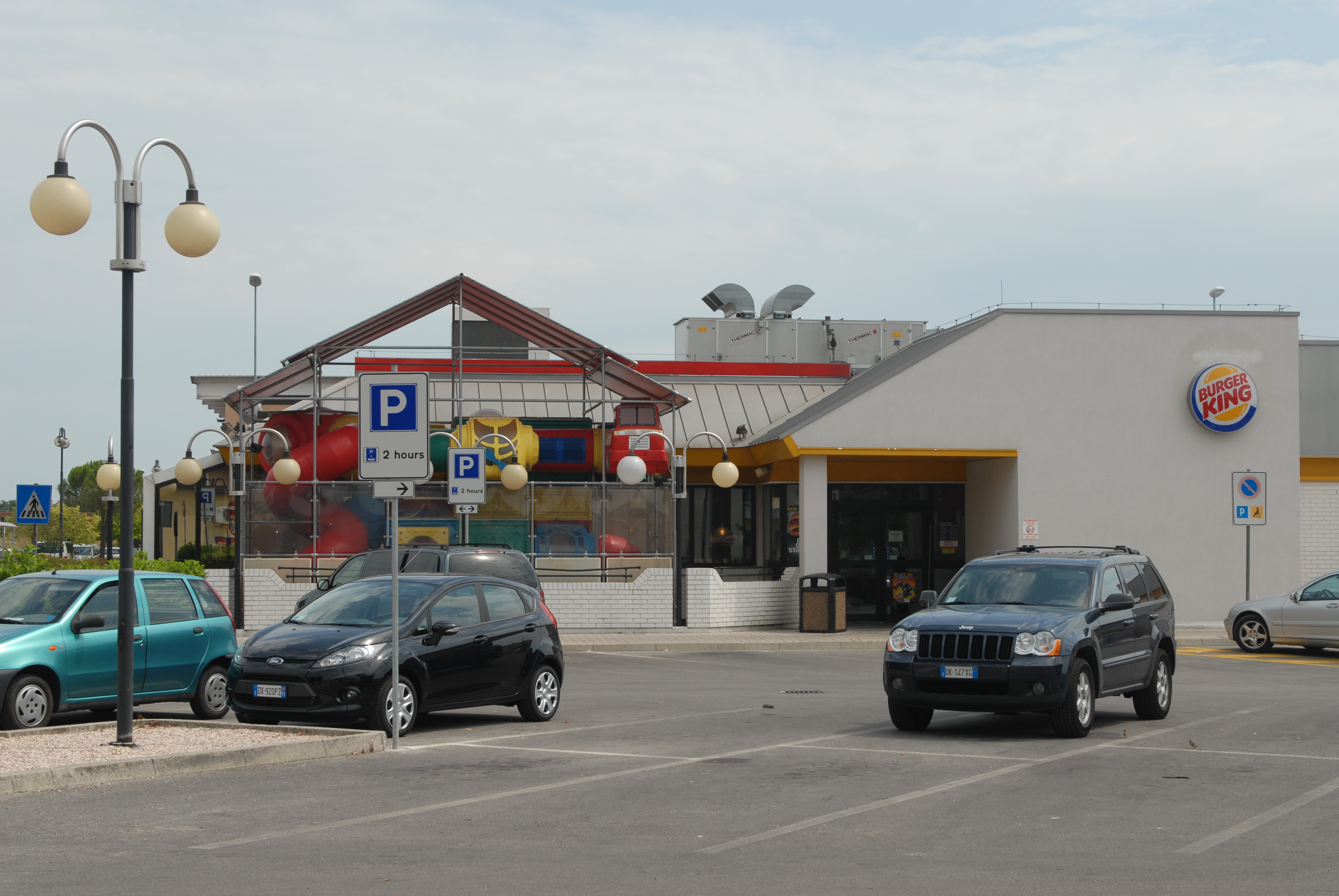
Fast Food Restaurant, Caserma Ederle

Caserma  Carlo Ederle (englisch: Camp Ederle) ist eine Kaserne in Vicenza, Italien, in der Truppen der United States Army stationiert sind. Sie steht unter italienischer Militärkontrolle und kann jederzeit von den italienischen Behörden verwaltet werden. Die Kaserne gehört zur USAG Italy und besteht aus rund 1.900 Gebäuden.

## Name
Der Posten ist nach Carlo Ederle benannt, einem im Ersten Weltkrieg gefallenen italienischen Offizier, der mit der Tapferkeitsmedaille in Gold und dem Croix de guerre 1914–1917 ausgezeichnet wurde.

## Geschichte
Caserma Ederle wurde für das italienische Heer errichtet. Im Jahr 1963 wurden jedoch die 62nd Pioneers der U.S. Army und ihre Artilleriekompanie von Verona in die Caserma Ederle verlegt. Seitdem hat der Stützpunkt eine Reihe von Aufgaben wahrgenommen. In den 1980er Jahren bestand seine Hauptaufgabe darin, die Alpenpässe vor einer sowjetischen Invasion zu schützen und die Atomwaffenlager in Norditalien zu kontrollieren. Caserma Ederle beherbergte auch das 45th Field Hospital, US Army Medical Activity, das Teil des 7th Medical Command war.

## Strategische Einordnung
Die Vicenza Military Community besteht aus Soldaten, Familienangehörigen, Zivilisten und Rentnern, wobei auch eine kleine Anzahl von Fliegern und Matrosen dort stationiert ist. Der Posten dient als Hauptquartier der United States Army Africa und der 173rd Airborne Brigade. Caserma Ederle dient als Hauptquartier der U.S. Army Garrison Italy des United States Army Installation Management Command, einer Dachorganisation für alle US-Militäreinrichtungen in Vicenza.

## Garnison
Derzeit sind folgende Einheiten der US-Army in der Caseme Ederle untergebracht:
- U.S. Army Southern European Task Force, Africa Headquarters
- 509th Signal Battalion
- 3/529th Military Police Company
- 173rd Airborne Brigade Combat Team
- 14th Transportation Battalion
- Detachment E, 106th Finance Management Company
- U.S. Army Health Clinic/Dental Clinic – Vicenza[7]